# بسکتبال قهرمانی باشگاه‌های غرب آسیا ۲۰۰۴
بسکتبال قهرمانی باشگاه‌های غرب آسیا ۲۰۰۴،هفتمین دوره مسابقات جام قهرمانی غرب آسیا بود، این مسابقات از ۱۲ تا ۱۶ آوریل در دمشق پایتخت سوریه برگزار شد.
| تیم    | بازی | برد | باخت | گل زده | گل خورده | تفاضل | امتیاز |
| ساجس   | ۴    | ۳   | ۱    | ۳۶۳    | ۳۲۵      | ۳۸+   | ۷      |
| الوحده | ۴    | ۳   | ۱    | ۳۵۸    | ۳۱۷      | ۴۱+   | ۷      |
| صنام   | ۴    | ۳   | ۱    | ۳۷۴    | ۳۶۴      | ۱۰+   | ۷      |
| ارتدکس | ۴    | ۱   | ۳    | ۳۱۵    | ۳۵۵      | ۴۰-   | ۵      |
| الهیله | ۴    | ۰   | ۴    | ۳۲۱    | ۳۷۰      | ۴۹-   | ۴      |

## نتایج
| ۱۲ آوریل ۱۸:۰۰ |

|  |

| الهیله | ۹۳–۹۶ | صنام تهران |

| ۱۲ آوریل ۲۱:۳۰ |

|  |

| الوحده | ۸۷–۵۹ | ارتدکس |

| ۱۳ آوریل ۱۸:۰۰ |

|  |

| ساجس | ۹۲–۷۶ | ارتدکس |

| ۱۳ آوریل ۲۱:۳۰ |

|  |

| الوحده | ۸۶–۹۱ | صنام تهران |

| ۱۴ آوریل ۱۸:۰۰ |

|  |

| ساجس | ۹۱–۸۰ | صنام تهران |

| ۱۴ آوریل ۲۱:۳۰ |

|  |

| الوحده | ۹۵–۸۰ | الهیله |

| ۱۵ آوریل ۱۸:۰۰ |

|  |

| ساجس | ۹۳–۷۹ | الهیله |

| ۱۵ آوریل ۲۱:۳۰ |

|  |

| ارتدکس | ۹۴–۱۰۷ | صنام تهران |

| ۱۶ آوریل ۱۸:۰۰ |

|  |

| الهیله | ۶۹–۸۶ | ارتدکس |

| ۱۶ آوریل ۲۱:۳۰ |

|  |

| الوحده | ۹۰–۸۷ | ساجس |